# تپه آدی غیب
تپه آدی غیب مربوط به دوره ساسانیان است و در شهرستان خدابنده، بخش مرکزی، روستای کسیک واقع شده و این اثر در تاریخ ۲۴ تیر ۱۳۸۲ با شمارهٔ ثبت ۹۱۹۱ به‌عنوان یکی از آثار ملی ایران به ثبت رسیده است.